# Какогава (комбінат)
34°42′46.7″ пн. ш. 134°49′03.1″ сх. д. / 34.712972° пн. ш. 134.817528° сх. д.
Комбінат Какогава, також Какогава сейтецу-сьо (яп. 神戸製鋼所加古川製鉄所) — металургійний комбінат в Японії, у місті Какоґава. Один з 12 металургійних комбінатів Японії з повним виробничим циклом. Став до ладу 1970 року. Належить компанії Kobe Steel.

## Історія
1968 року на території комбінату було введено в експлуатацію листопрокатний стан. 1970 року було задуто першу доменну піч. На той момент комбінат мав 1 доменну піч об'ємом 2843 м³, два 240-тонних кисневих конвертора, працювали блюмінг, слябінг, прокатне виробництво, будувалися нові прокатні стани. В подальшому на комбінаті було побудовано ще 2 доменних печі.

## Сучасний стан

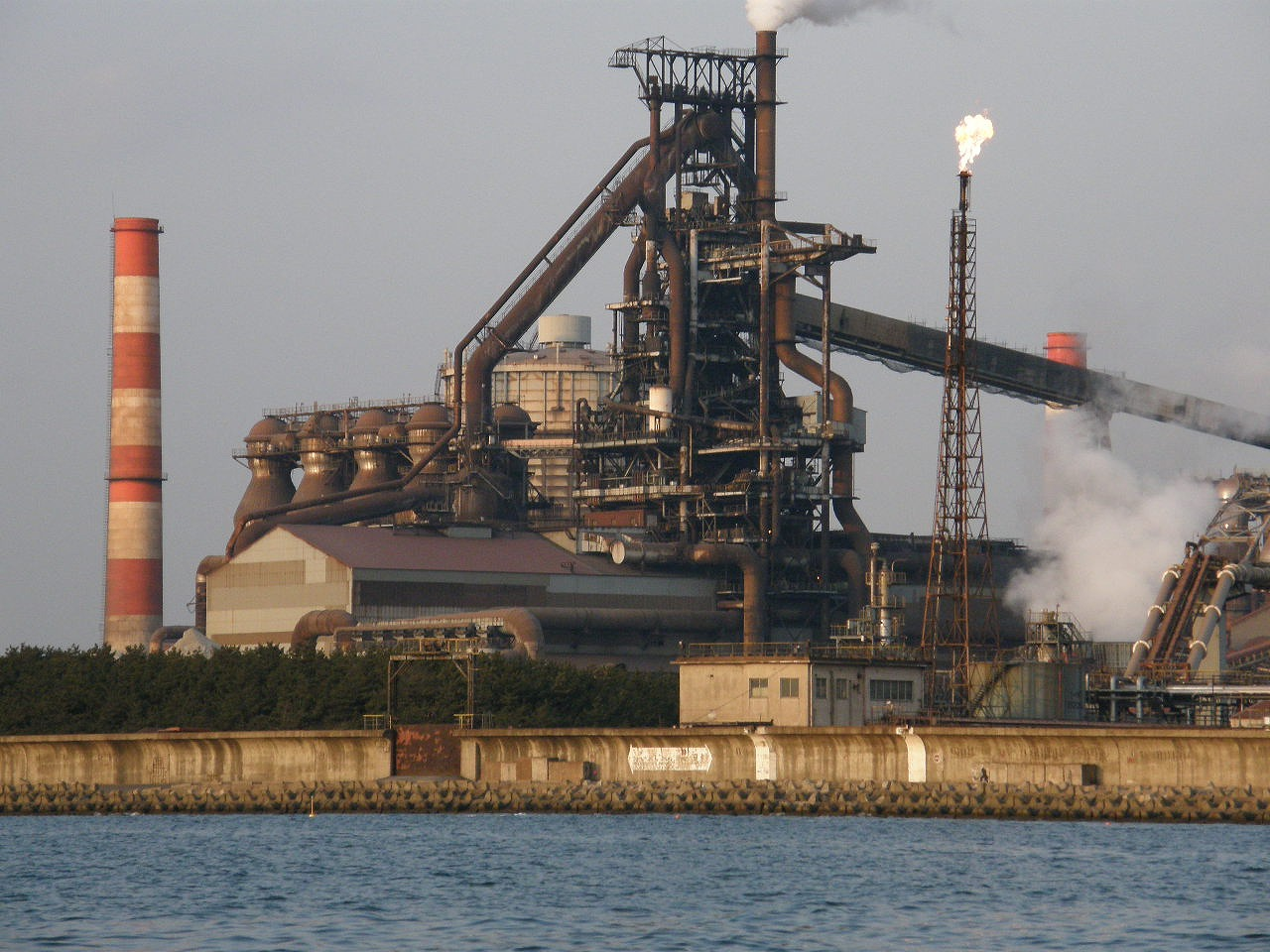
Одна з 3 доменних печей комбінату.

На комбінаті працюють 3 доменних печі. На вересень 2016 року намічено тримісячний капітальний ремонт доменної печі № 3 зі збільшенням її об'єму з 4500 м³ до 4844 м³.